# Гришківка (Житомирський район)
Гришкі́вка (раніше також Валер'янівка) — село в Україні, у Потіївській територіальній громаді Житомирського району Житомирської області. Чисельність населення становить 89 осіб (2001).

## Населення
У другій половині 19 століття в поселенні налічувалося 47 жителів, наприкінці 19 століття — 78 мешканців, з них 38 чоловіків та 40 жінок, дворів — 13, або 66 мешканців та 16 дворів.
Відповідно до результатів перепису населення СРСР, кількість населення станом на 12 січня 1989 року становила 111 осіб. Станом на 5 грудня 2001 року, відповідно до перепису населення України, кількість мешканців села становила 89 осіб.

## Історія
У другій половині 19 століття — слобода Потіївської волості Радомисльського повіту Київської губернії. Розміщувалося за 18 верст від Радомисля.
Наприкінці 19 століття — слобода Потіївської волості Радомисльського повіту Київської губернії. Відстань до повітового центру, м. Радомисль, де знаходилася також найближча телеграфна та поштова казенна станції — 14 верст, до найближчої поштової земської станції в Облітках — 13 верст, до найближчої залізничної станції Житомир — 47 верст. Основним заняттям мешканців було хліборобство. 132 десятини землі належало місцевим селянам, 511 десятин — Зехтену. При обробітку землі застосовували трипільну сівозміну.
У 1923 році включене до складу новоствореної Ляхівської сільської ради. 16 січня 1923 року підпорядковане Заньківській сільській раді, яка 7 березня 1923 року увійшла до складу новоутвореного Потіївського району Малинської округи. 21 січня 1959 року, в складі сільської ради, передане до Радомишльського району, 30 грудня 1962 року — до складу Малинського району, 4 січня 1965 року повернуте до складу відновленого Радомишльського району Житомирської області.
6 серпня 2015 року включене до складу новоутвореної Потіївської територіальної громади Радомишльського району Житомирської області. Від 19 липня 2020 року, разом з громадою, в складі новоствореного Житомирського району Житомирської області.